# DR P2
 "P2" omdirigeres hertil. For andre betydninger af P2, se P2 (flertydig).
P2 er DR's radiokanal med klassisk musik. Kanalen sendte første gang i 1951.
Endvidere afholder man en årlig kammermusikkonkurrence for lovende, unge musikere.

## Den fjerde radiokanal
Radio- og tv-nævnet tildelte 1. april 2002 DR retten til at sende P2 på den fjerde jordbaserede FM-radiokanal frem til i første omgang marts 2009. Sendetilladelsen blev senere forlænget til udgangen af 2010. Tildelingen af kanalen skete på baggrund af en såkaldt skønhedskonkurrence; en kvalitativ vurdering af ansøgerne. Det var politisk bestemt, at kanalen skulle sende klassisk musik og kulturprogrammer. P2 er således den af DR's fire FM-kanaler, der er underlagt de strammeste krav til sendefladens sammensætning.